# Interazione apparente
In meccanica classica, un'interazione apparente, detta anche interazione fittizia o inerziale, è una forza, o un momento, che, anche se non vi viene applicata direttamente, agisce su un corpo al pari delle forze e dei momenti reali, o effettivi. Una definizione più rigorosa può essere la seguente: 
«Dato un osservatore solidale con un sistema di riferimento non inerziale, cioè che non si trova in stato di quiete o di moto rettilineo uniforme rispetto ad un altro sistema di riferimento inerziale, un'interazione apparente è una forza, o un momento, che l'osservatore vede come agente al pari delle interazioni reali, anche se non deriva da alcuna interazione fisica diretta, ma ha origine nell'accelerazione del sistema di riferimento medesimo.»
Esattamente come le interazioni reali, anche le interazioni apparenti rispettano le equazioni cardinali della dinamica e, con opportune considerazioni, anche il secondo principio della dinamica. Tuttavia, a causa della loro natura, esse non possono in alcun modo rispettare il terzo principio della dinamica, il quale si riferisce solo alle interazioni reali. Non di rado in meccanica classica, può essere conveniente risolvere problemi fisici considerando sistemi di riferimento non inerziali; in ognuno di questi casi, sarà necessario tenere in considerazione la presenza di interazioni apparenti dovute all'accelerazione del sistema.  
Ad esempio, la superficie della Terra, per fenomeni su scala significativamente ampia rispetto ai moti della terra, non costituisce un valido sistema inerziale per via della sua rotazione. Se per esempio per un fenomeno come la caduta di un grave da un'altezza di pochi metri non vale la pena di tenere in considerazione i moti della terra, lo stesso non si può dire per fenomeni come il lancio di un satellite o il viaggio intercontinentale di un aereo. Nell'analisi di ogni sistema fisico situato sulla Terra, sarà dunque necessario prevedere l'esistenza di due forze apparenti: la forza di Coriolis e la forza centrifuga. Queste forze, sebbene non evidentemente distinguibili nelle attività umane di ogni giorno, sono alla base di fenomeni quali il pendolo di Foucault. 
Le interazioni apparenti sono ancora più evidenti in casi come il viaggio di un treno, poiché quando il mezzo frena o accelera bruscamente i passeggeri e gli oggetti collocati a bordo del mezzo avvertiranno forze talvolta pericolosamente intense ma senza che ci sia qualcosa che li spinga. In questo caso, la superficie terrestre può essere considerata approssimativamente inerziale, e pertanto il sistema di riferimento interno al treno, in accelerazione rispetto ad essa, è sicuramente non inerziale. 

## Secondo principio della dinamica in sistemi non inerziali
Si prenda un sistema di riferimento inerziale assoluto, ossia tenuto fisso, in coordinate cartesiane  {\displaystyle \{{\hat {x}},\ {\hat {y}},\ {\hat {z}}\}} centrato nel punto {\displaystyle O} e  un sistema di riferimento non inerziale in coordinate cartesiane  {\displaystyle \{{\hat {x}}',\ {\hat {y}}',\ {\hat {z}}'\}} centrato nel punto {\displaystyle O'}. Sia il sistema non inerziale in moto roto-traslatorio rispetto al primo, siano {\displaystyle {\boldsymbol {\omega }}} e {\displaystyle {\dot {\boldsymbol {\omega }}}}, rispettivamente, i suoi vettori velocità e accelerazione angolare e sia {\displaystyle \mathbf {r} '=\{x',\ y',\ z'\}} il vettore posizione nel sistema non inerziale. Ricordando che i versori variano rispetto al tempo, si derivi {\displaystyle \mathbf {r} '=x'{\hat {\mathbf {i} }}'+y'{\hat {\mathbf {j} }}'+z'{\hat {\mathbf {k} }}'} rispetto al tempo:
{\displaystyle \mathbf {v} '=\mathbf {v} -\underbrace {(\mathbf {v} _{O'}+{\boldsymbol {\omega }}\times \mathbf {r} ')} _{\displaystyle {\mathbf {v} _{\text{tr}}}}}
dove {\displaystyle \mathbf {v} _{\text{tr}}} è la velocità di trascinamento, ovvero la velocità di un punto solidale al sistema mobile misurata rispetto al sistema fisso. Essa deve il suo nome al fatto che il punto appare come se venisse trascinato dal moto del sistema. Derivando ulteriormente rispetto al tempo {\displaystyle \mathbf {v} '} si ottiene:
{\displaystyle \mathbf {a} '=\mathbf {a} -\underbrace {[\mathbf {a} _{O'}+({\dot {\boldsymbol {\omega }}}\times \mathbf {r} ')+\overbrace {{\boldsymbol {\omega }}\times ({\boldsymbol {\omega }}\times \mathbf {r} ')} ^{\displaystyle {\mathbf {a} _{\text{c}}}}]} _{\displaystyle {\mathbf {a} _{\text{tr}}}}-\overbrace {2{\boldsymbol {\omega }}\times \mathbf {v} '} ^{\displaystyle {\mathbf {a} _{\text{Co}}}}}
dove {\displaystyle \mathbf {a} _{\text{tr}}} è l'accelerazione di trascinamento, {\displaystyle \mathbf {a} _{\text{c}}} è l'accelerazione centripeta e {\displaystyle \mathbf {a} _{\text{Co}}} è detta accelerazione di Coriolis. Si può così estendere la validità del secondo principio della dinamica anche ai sistemi non inerziali purché, oltre alle forze reali {\displaystyle \mathbf {F} ^{(e)}}, si aggiungano anche le forze apparenti {\displaystyle \mathbf {F} ^{(a)}}, le quali, come detto, esistono solo se il sistema è non inerziale:
{\displaystyle m\mathbf {a} '=\mathbf {F} ^{(e)}+\mathbf {F} ^{(a)}=\mathbf {F} ^{(e)}-\underbrace {m\mathbf {a} _{O'}-m({\dot {\boldsymbol {\omega }}}\times \mathbf {r} ')+\mathbf {F} _{c}} _{\displaystyle {\mathbf {F} _{\text{tr}}}}+\mathbf {F} _{\text{Co}}}
dove {\displaystyle \mathbf {F} _{\text{tr}}} è la forza di trascinamento, {\displaystyle \mathbf {F} _{\text{c}}=-m\mathbf {a} _{\text{c}}} è detta forza centrifuga, mentre {\displaystyle \mathbf {F} _{\text{Co}}=-m\mathbf {a} _{\text{Co}}} è detta forza di Coriolis.

### Legame con le trasformazioni di Galileo
Si osservi che se il secondo sistema ha gli assi ad orientamento fisso e paralleli a quelli del sistema assoluto e si muove di moto rettilineo uniforme, ovvero  {\displaystyle \mathbf {a} _{O'}=0} e {\displaystyle {\boldsymbol {\omega }}=0}, si ricavano le trasformazioni galileiane:
{\displaystyle {\begin{cases}\mathbf {r} '=\mathbf {r} -\mathbf {v} _{O'}t\\\mathbf {v} '=\mathbf {v} -\mathbf {v} _{O'}\\\mathbf {a} '=\mathbf {a} \end{cases}}}